# Estación Claypole
Claypole es una estación ferroviaria ubicada en la localidad homónima, en el partido de Almirante Brown, Gran Buenos Aires, Argentina.

## Servicios
Forma parte del Ferrocarril General Roca, siendo una estación intermedia del servicio eléctrico metropolitano de la Línea General Roca que se presta entre las estaciones Bosques y Temperley/Constitución.
Los servicios son prestados por la empresa estatal Trenes Argentinos Operadora Ferroviaria. Hasta el 4 de octubre de 2017, el servicio eléctrico finalizaba en esta estación y los servicios diésel salían de esta estación con destino a Juan María Gutiérrez. Ahora el trasbordo se hace en Bosques.

## Infraestructura
La estación cuenta con 4 andenes elevados para el servicio eléctrico.

## Diagrama
| Plataforma Norte   | |
| Vía 1              | Terminal de trenes fraccionados provenientes de Constitución Partida de trenes fraccionados hacia Constitución (próxima Rafael Calzada)                              |
| Plataforma central | |
| Vía 2              | Trenes a Bosques provenientes de Constitución vía Temperley (próxima Ing. Ardigó) Trenes directos a Bosques provenientes de Constitución (próxima Ing. Ardigó)       |
| Vía 3              | Trenes a Constitución provenientes de Bosques vía Temperley (próxima Rafael Calzada) Trenes directos a Constitución provenientes de Bosques (próxima Rafael Calzada) |
| Plataforma Sur     | |